# Andrew Davies (athlétisme)
Pour les articles homonymes, voir Andrew Davies et Davies.
Andrew « Andy » Davies, né le 30 octobre 1979, est un coureur de fond gallois. Il a remporté la médaille d'argent sur trail aux championnats du Commonwealth de course en montagne et ultradistance 2011 ainsi qu'au Challenge mondial de course en montagne longue distance 2013.

## Biographie
Andrew commence la course à pied relativement tôt en suivant les traces de son frère Tim. Les deux frères sont sélectionnés dans l'équipe junior du pays de Galles et Andrew participe à son premier Trophée mondial à 14 ans. Il obtient son meilleur résultat en junior en 1997 à Úpice où il termine cinquième. Il délaisse ensuite ce sport pour le football. Il joue notamment pour le Caersws Football Club en Coupe de la Ligue du pays de Galles de football. Lors d'un voyage en Nouvelle-Zélande en 2006, il décide de participer au marathon de Christchurch et termine seizième en 2 h 52 min 32 s. Cette expérience lui redonne goût à la course à pied et décide de s'y consacrer exclusivement.
Il participe aux championnats du Commonwealth de course en montagne et ultradistance 2011 sur le trail de 53 km. Avec ses coéquipiers Richard Gardiner et Nathaniel Lane, il domine la course et décroche la médaille d'argent. Le trio gallois s'empare du podium et remporte ainsi la médaille d'or au classement par équipes.
Le 3 août 2013, il prend le départ du Challenge mondial de course en montagne longue distance à Szklarska Poręba sur un rythme prudent et pointe à la quinzième place au douzième kilomètre. Il effectue ensuite une impressionnante remontée et arrache de justesse la médaille d'argent à 21 secondes devant le Roumain Ionuț Zincă. Il remporte de plus la médaille de bronze par équipes avec son frère Tim et Richard Roberts.
Il se concentre ensuite sur le marathon. Il améliore ses temps de référence et termine deuxième du Greater Manchester Marathon en 2014. Il est sélectionné pour le marathon des Jeux du Commonwealth de 2014 à Glasgow où il décroche la 17e place en 2 h 18 min 59 s.
En 2016, il est sélectionné dans l'équipe britannique pour les championnats du monde de 50 kilomètres à Doha. Il termine meilleur Britannique à la cinquième place et remporte la médaille d'argent au classement par équipes,. Le 18 juin, il termine neuvième des championnats du monde de course en montagne longue distance à Podbrdo et remporte l'argent par équipes avec Tom Owens et Ricky Lightfoot.
Le 23 avril 2017, il prend part au marathon de Londres où il décroche la 16e place en 2 h 15 min 11 s, juste derrière l'Écossais Robbie Simpson, terminant les deux meilleurs Britanniques du marathon élite. L'épreuve comptant championnats de Grande-Bretagne de marathon, il décroche la médaille de bronze, le Gallois Josh Griffiths ayant remporté le titre en courant le marathon populaire en 2 h 14 min 49 s. Il est ensuite appelé pour remplacer Robbie Simpson, blessé au mollet, au marathon des championnats du monde d'athlétisme à Londres. Il se classe 31e et deuxième meilleur Britannique derrière Callum Hawkins.
Il prend à nouveau part au marathon des Jeux du Commonwealth de 2018 à Gold Coast où il décroche la onzième place en 2 h 26 min 5 s. Le 2 juin à Železniki, il remporte le titre de champion monde Masters de course en montagne dans la catégorie M35. Le 8 septembre, il effectune une excellente course au marathon de la Jungfrau et termine deuxième derrière Robbie Simpson.
L'édition 2019 des championnats du monde de trail se déroulant sur une distance relativement courte de 44 km, Andrew y est sélectionné, étant habitué des distances proches du marathon. Il termine seizième et remporte la médaille d'argent au classement par équipes avec Jonathan Albon et Carl Bell. Le 1er décembre, il termine à la 41e place du marathon de Valence, améliorant son record personnel à 40 ans et établissant un nouveau record national de catégorie M40 en 2 h 14 min 38 s.
Le 20 février 2022, il court 2 h 14 min 23 s au marathon de Séville. Il améliore de treize secondes son propre record national de catégorie M40 et décroche sa qualification à la fois pour les championnats d'Europe d'athlétisme et pour les Jeux du Commonwealth. Le 8 octobre, il prend le départ des championnats d'Europe du 50 kilomètres à Sotillo de la Adrada. Il effectue une excellente course aux avants-postes. Il parvient à s'emparer de la médaille de bronze en 2 h 53 min 9 s derrière le duo de tête espagnol. Il mène de plus son équipe sur la première marche du podium au classement par équipes.

## Palmarès

### Course en montagne
| no | masculin          | Course                                                      | Longueur | Départ           | Temps           |
| -- | ----------------- | ----------------------------------------------------------- | -------- | ---------------- | --------------- |
| 8e | 8e                | Challenge mondial de course en montagne longue distance     | 37,5 km  | 18 juin 2011     | 3 h 38 min 30 s |
| 2e | Médaille d'argent | Challenge mondial de course en montagne longue distance     | 41 km    | 3 août 2013      | 3 h 13 min 39 s |
| 2e | Médaille d'argent | Three Peaks Race                                            | 37,4 km  | 25 avril 2015    | 2 h 53 min 53 s |
| 9e | 9e                | Championnats du monde de course en montagne longue distance | 42,2 km  | 18 juin 2016     | 3 h 54 min 39 s |
| 4e | Médaille d'or     | World Masters Mountain Running Championships - M35          | 10,2 km  | 2 juin 2018      | 1 h 4 min 44 s  |
| 2e | Médaille d'argent | Marathon de la Jungfrau                                     | 42,2 km  | 8 septembre 2018 | 3 h 1 min 38 s  |

### Trail
| no | masculin           | Course                                                                      | Longueur | Départ            | Temps           |
| -- | ------------------ | --------------------------------------------------------------------------- | -------- | ----------------- | --------------- |
| 2e | Médaille d'argent  | Championnats du Commonwealth de course en montagne et ultradistance - Trail | 53 km    | 25 septembre 2011 | 3 h 34 min 34 s |
| 3e | Médaille de bronze | Istria Green                                                                | 62,9 km  | 15 avril 2023     | 5 h 37 min 55 s |

### Route
| Année | Compétition                            | Lieu                 | Place | Épreuve       | Temps           |
| ----- | -------------------------------------- | -------------------- | ----- | ------------- | --------------- |
| 2010  | Marathon de Belfast                    | Belfast              | 5e    | Marathon      | 2 h 33 min 44 s |
| 2014  | Semi-marathon de Liverpool             | Liverpool            | 1er   | Semi-marathon | 1 h 9 min 52 s  |
| 2014  | Greater Manchester Marathon            | Manchester           | 2e    | Marathon      | 2 h 17 min 51 s |
| 2014  | Jeux du Commonwealth                   | Glasgow              | 17e   | Marathon      | 2 h 18 min 59 s |
| 2014  | Great Scottish Run                     | Glasgow              | 9e    | Semi-marathon | 1 h 6 min 40 s  |
| 2016  | Semi-marathon de Cardiff               | Cardiff              | 2e    | Semi-marathon | 1 h 5 min 20 s  |
| 2016  | Marathon de Chester                    | Chester              | 3e    | Marathon      | 2 h 26 min 30 s |
| 2016  | Championnats du monde de 50 kilomètres | Doha                 | 5e    | 50 kilomètres | 2 h 58 min 25 s |
| 2017  | Semi-marathon de Wilmslow              | Wilmslow             | 3e    | Semi-marathon | 1 h 7 min 31 s  |
| 2017  | Semi-marathon de Liverpool             | Liverpool            | 2e    | Semi-marathon | 1 h 7 min 15 s  |
| 2017  | Marathon de Londres                    | Londres              | 17e   | Marathon      | 2 h 15 min 11 s |
| 2017  | Championnats du monde d'athlétisme     | Londres              | 31e   | Marathon      | 2 h 17 min 59 s |
| 2018  | Jeux du Commonwealth                   | Gold Coast           | 11e   | Marathon      | 2 h 26 min 5 s  |
| 2018  | Marathon de New York                   | New York             | 25e   | Marathon      | 2 h 20 min 23 s |
| 2021  | Marathon de Londres                    | Londres              | 10e   | Marathon      | 2 h 15 min 36 s |
| 2022  | Championnats d'Europe du 50 kilomètres | Sotillo de la Adrada | 3e    | 50 kilomètres | 2 h 53 min 9 s  |

## Records
| Épreuve       | Performance     | Date             | Lieu                 |
| ------------- | --------------- | ---------------- | -------------------- |
| 3 000 mètres  | 8 min 45 s 33   | 29 mai 2012      | Stretford            |
| 10 000 mètres | 30 min 40 s 05  | 24 juin 2021     | Leeds                |
| 5 kilomètres  | 14 min 21 s     | 13 février 2020  | Armagh               |
| 10 kilomètres | 29 min 13 s     | 13 mars 2016     | Manchester           |
| 15 kilomètres | 46 min 19 s     | 19 novembre 2017 | Nimègue              |
| 10 miles      | 49 min 10 s     | 17 novembre 2019 | Preston              |
| Semi-marathon | 1 h 4 min 58 s  | 10 février 2019  | Barcelone            |
| Marathon      | 2 h 14 min 23 s | 20 février 2022  | Séville              |
| 50 kilomètres | 2 h 53 min 9 s  | 8 octobre 2022   | Sotillo de la Adrada |